# Sweet Sounds of Heaven
Sweet Sounds of Heaven è un singolo del gruppo musicale del Regno Unito The Rolling Stones realizzato insieme a Lady Gaga e Stevie Wonder, pubblicato il 28 settembre 2023 come secondo estratto dall'album Hackney Diamonds.

## Descrizione
Il brano, secondo singolo estratto dall'album Hackney Diamonds, vede la collaborazione di Stevie Wonder al pianoforte e Fender Rhodes e di Lady Gaga alla voce. 
La versione dell'album ha una durata di 7:23 minuti, è il brano più lungo dell'album ed uno dei più lunghi della storia dei Rolling Stones.

## Tracce
Testi e musiche di Mick Jagger e Keith Richards.
1. Sweet Sounds of Heaven (feat. Lady Gaga, Stevie Wonder) (Edit) – 5:06

## Formazione
The Rolling Stones
- Mick Jagger – voce, chitarra, armonica a bocca
- Keith Richards – chitarra, basso, cori
- Ronnie Wood – chitarra solista, cori

Collaboratori esterni
- Steve Jordan - batteria e percussioni
- Stevie Wonder - pianoforte, Fender Rhodes
- Lady Gaga - voce aggiuntiva
- Andrew Watt - mixing e produzione

## Classifiche
| Classifica (2023) | Posizione massima |
| ----------------- | ----------------- |
| Germania          | 84                |
| Paesi Bassi       | 42                |
| Svizzera          | 72                |